# Ponteland
Ponteland är en ort och civil parish i Storbritannien.   Den ligger i grevskapet och kommunen Northumberland i riksdelen England, i den centrala delen av landet, 400 km norr om huvudstaden London. Ponteland ligger 63 meter över havet och antalet invånare är 10 045.
Terrängen runt Ponteland är platt. Runt Ponteland är det mycket tätbefolkat, med 1 754 invånare per kvadratkilometer. Närmaste större samhälle är Newcastle upon Tyne, 11,9 km sydost om Ponteland. Trakten runt Ponteland består i huvudsak av gräsmarker.